# Kościół św. Trójcy w Elblągu
Kościół Świętej Trójcy w Elblągu – rzymskokatolicki kościół parafialny w Elblągu, w województwie warmińsko-mazurskim. Należy do dekanatu Elbląg Śródmieście diecezji elbląskiej.

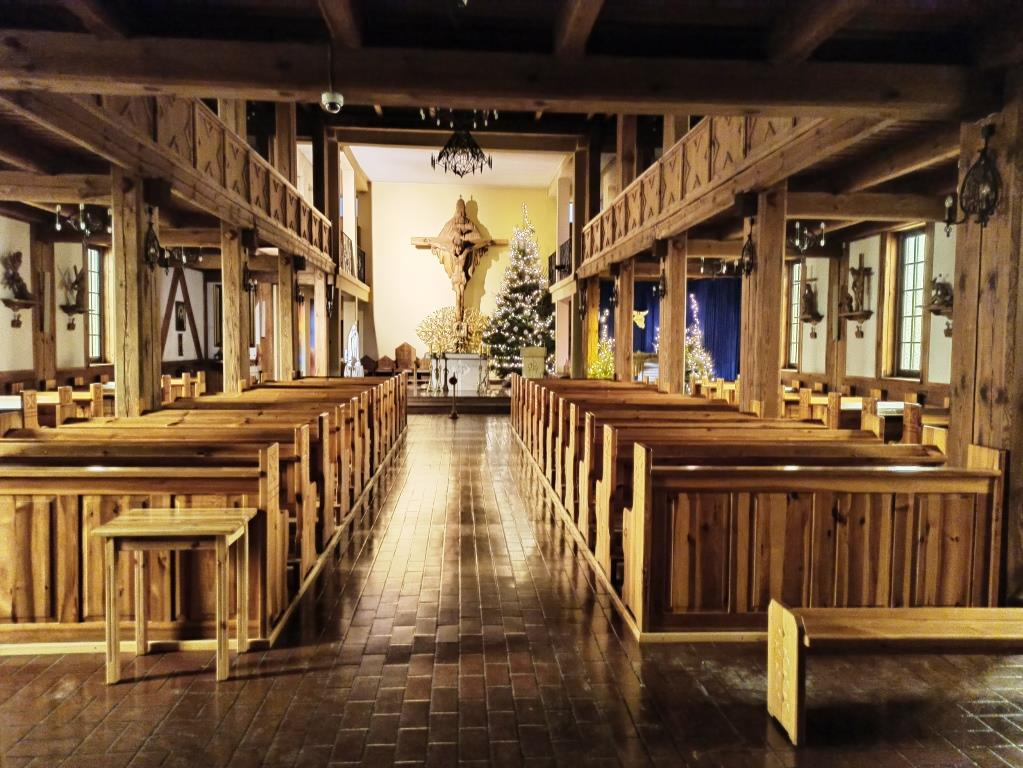
Wnętrze świątyni

Jest to dawny ewangelicki zbór, wzniesiony w 1838, który w latach 90. XX wieku został przeniesiony z Nowej Cerkwi do Elbląga (w stanie ruiny, do której doprowadziło użytkowanie jako magazyn zboża). W latach 1990–1999 świątynia została zrekonstruowana i wyposażona. Wieża została zaprojektowana przez architekta J. Różańskiego z Elbląga i mieści się nad prezbiterium, a nie jak w typowych kościołach nad głównym wejściem. Budowla w stanie surowym została ukończona i poświęcona w 1992. Z wystroju wnętrza do dziś nic się nie ostało, nie zachował się też żaden ze sprzętów liturgicznych, zapewne zostały one skradzione bądź przeniesione do innych świątyń. Zrekonstruowane zostały empory razem z balustradami oraz drewniane schody prowadzące na chór, pozostałe wyposażenie wnętrza reprezentuje architekturę nowoczesną. Budowla została wzniesiona w typowym dla Żuław Wiślanych stylu.